# Korpigen fra Broadway
Korpigen fra Broadway (originaltitel Bright Lights) er en amerikansk stumfilm fra 1925 instrueret af Robert Z. Leonard.

## Medvirkende
- Charles Ray som Tom Corbin
- Pauline Starke som Patsy Delaney
- Lilyan Tashman som Gwen Gould
- Lawford Davidson som Marty Loftus
- Ned Sparks som Barney Gallagher
- Eugenie Besserer